# یوحتی‌بو
یوحتی‌بو (انگلیسی: Iuhetibu) یک مادر پادشاه مصر باستان بود که از منابع مختلف به عنوان مادر پادشاه سوبک‌حتپ سوم (یا احتمالاً سوبک‌حتپ دوم) از دودمان سیزدهم مصر شناخته می‌شود. تحقیقات اخیر نشان می‌دهند که او احتمالاً مادر سوبک‌حتپ دوم بوده است، نه سوبک‌حتپ سوم. یوحتی‌بو همسر منتوحتپ، پدر خداوند، بود. او تنها در منابع مربوط به دوران سلطنت پسرش ظاهر می‌شود و هیچ اطلاعاتی از زندگی او پیش از پادشاه شدن پسرش در دست نیست.
او مادر چندین فرزند بود که عبارتند از: سوبک‌حتپ (پادشاه)، سنب (پسر پادشاه)، و خاکاو (پسر پادشاه). نوه‌اش، یوحتی‌بو فندی، که دختر پادشاه سوبک‌حتپ بود، احتمالاً به افتخار او، نام‌گذاری شده است.